# Arnold Hiess
Arnold Hiess (* 9. März 1989 in Zwettl) ist ein österreichischer Autor historischer Romane.

## Leben
Arnold Hiess besuchte die Volksschule in Sallingberg, die Privat-Hauptschule in Zwettl und die landwirtschaftliche Fachschule am Edelhof. Er ist ausgebildeter Landwirt und lebt mit seiner Familie in Voitschlag, im niederösterreichischen Waldviertel.

## Werke
- Leben auf Messers Schneide. Die Memoiren von Cartouche, dem Meisterdieb und Templermeister, Edition digital, Pinnow 2018. ISBN 978-3-95655-893-1
- Leben aus dem Schatten. Die Memoiren von Cartouche, dem Meisterdieb und Templermeister, Teil 2, Edition digital, Pinnow 2019. ISBN 978-3-95655-990-7
- Schwesterschwund. Kommissarin Stefanie Schönberger ermittelt im Waldviertel, Edition digital, Pinnow 2020. ISBN 978-3-96521-217-6